# Ho tanta voglia di cantare
Pour plus de détails, voir Fiche technique et Distribution.
Ho tanta voglia di cantare est un film italien réalisé par Mario Mattoli, sorti en 1943.

## Synopsis
Un jeune homme préfère vivre de la musique au lieu de travailler dans l’entreprise familial. Se produisant dans la rue, il tombe un jour amoureux d'une belle fille aveugle

## Fiche technique
- Titre : Ho tanta voglia di cantare
- Réalisation : Mario Mattoli
- Scénario : Mario Mattoli et Leo Catozzo
- Photographie : Charles Suin
- Montage : Leo Catozzo
- Musique : Giovanni D'Anzi
- Pays d'origine : Royaume d'Italie
- Format : Noir et blanc - 1,37:1 - Mono
- Genre : comédie musicale
- Date de sortie : 1943

## Distribution
- Ferruccio Tagliavini : le ténor
- Vera Carmi : la fille
- Luisa Rossi : la fille aveugle
- Carlo Campanini : l'ami du ténor
- Virgilio Riento : l'industriel
- Tino Scotti : le professeur de musique
- Aldo Silvani : le père du ténor
- Luigi Cimara
- Olga Vittoria Gentilli
- Totò Mignone (it)
- Lia Orlandini
- Emilio Petacci
- Carlo Romano
- Mario Siletti
- Leopoldo Valentini